# Coequosa australasiae
Coequosa australasiae is een vlinder uit de familie van de pijlstaarten (Sphingidae). De wetenschappelijke naam van de soort werd in 1805 gepubliceerd door Donovan.